# 花王スターチ
花王スターチ（かおうスターチ）とは、1964年に花王石鹸（現：花王）から発売された洗濯糊。

## 経緯
洗濯糊は、衣類にはりを効かせる仕上げ剤の一つであり、これまでは澱粉糊が使われてきた。花王スターチは、澱粉糊に代わって初めて合成糊が使用された。白い乳液状で、仕上がりは肌触りも良く、人気が高かった。
1966年6月にライオン（当時はライオン油脂）が液体洗濯糊ライオンハイスターチを発売した。花王は類似商号対策や対抗上1ヶ月後の1966年7月にキーピングと改名して再発売した。なお、これはライオンから仕上げ剤トリオ（塩素系漂白剤・柔軟剤・洗濯糊）が出たために、花王の仕上げ剤の改名が一斉に行われた時期でもあった。
なお、液体洗濯糊も含め、仕上げ剤トリオの競争は最終的に花王に軍配が上がっている。